# Кухненски робот
Кухненският робот е кухненски уред, използван за улесняване на повтарящи се задачи при приготвянето на храна. Днес терминът почти винаги се отнася до уред, задвижван от електрически двигател, въпреки че има някои ръчни устройства, наричани също „кухненски роботи“.
Кухненските роботи са подобни на блендерите в много форми. Кухненският робот обикновено изисква малко или никаква течност по време на употреба и дори неговите фино нарязани продукти запазват известна текстура. Блендерът, обаче, изисква определено количество течност, за да може острието да смеси правилно храната, а продукцията му също е по-течна. Кухненските роботи се използват за смесване, нарязване, нарязване на кубчета и филийки, което позволява по-бързо приготвяне на храна.

## Функции
Кухненските роботи обикновено имат множество функции в зависимост от разположението и вида на приставката или острието. Някои от по-предизвикателните задачи включват месене на твърдо тесто, нарязване на сурови моркови и настъргване на твърдо сирене, което може да изисква по-мощен двигател. Аксесоари като приставки за блендер и сокоизтисквачка могат да позволят на кухненския робот да изпълнява задълженията на други уреди.

## Вариации
Чопърът за храна е основно кухненски робот с по-малък размер. Освен това е по-подходящ за нарязване на храна, отколкото за приготвяне на смутита.